# Ернст фон Хесен-Филипстал
Ернст Евгений Карл Август Бернард Паул фон Хесен-Филипстал (на немски: Ernst Eugen Karl August Bernhard Paul von Hessen-Philippsthal; * 20 декември 1846, Филипстал; † 22 декември 1925, Айзенах) от Дом Хесен, е последният титулярен ландграф на Хесен-Филипстал (1868 – 1925).

## Биография
Той е големият син на ландграф Карл II фон Хесен-Филипстал (1803 – 1868) и съпругата му херцогиня Мария фон Вюртемберг (1818 – 1888), дъщеря на херцог Евгений фон Вюртемберг (1788 – 1857) и първата му съпруга принцеса Матилда фон Валдек-Пирмонт (1801 – 1825).
През 1866 г. Прусия анектира Курфюрство Хесен с Хесен-Филипстал. Ернст, който през 1868 г. се отказва от всичките си наследствен права в Хесен-Филипстал, получава заедно с титуляр-ландграф Алексис фон Хесен-Филипстал-Бархфелд през 1880 г. от Курфюрство Хесен, рента от 300 000 марки, също дворците в Ханау, Ротенбург и Шьонфелд в Касел като частна собственост.
Като племенен господар той е член на „Комунал-ландтаг Касел“ (1868 – 1885) и от 1867 г. в „Пруския Херенхауз“.
Ернст фон Хесен-Филипстал умира на 79 години неженен на 22 декември 1925 г. в Айзенах и е погребан в княжеската гробница на дворец Филипстал. Понеже по-малкият му брат Карл умира още през 1916 г., с него изчезва линията Хесен-Филипстал. От род Хесен съществуват така само трите линии Хесен-Филипстал-Бархфелд, Хесен-Румпенхайм и Хесен-Дармщат.